# Moviment d'alliberament animal
El moviment d'alliberament animal, també conegut com a moviment abolicionista d'alliberament animal, és el moviment global d'activistes, acadèmics, campanyes i grups organitzats que s'oposen a l'ús d'animals per investigació, aliment, entreteniment i tèxtils (cuir, llana i pelleteria). L'objectiu general del moviment és erradicar l'especisme, concentrant-se en l'especisme antropocèntric, és a dir, en la discriminació negativa dels animals per la seva pertinença a espècies diferents de la humana.

Símbol del Veganarquisme; combina la 'V' de vegà amb l'A d'anarquisme.

## Terminologia i Subdivisions
Els termes “moviment d'alliberament animal” i “moviment de defensa animal” són, en general, usats com a equivalents, però el terme “moviment de defensa animal” és més ampli, ja que inclou organitzacions i activistes benestaristes, aquests últims no propendeixen per l'abolició total de l'especisme sinó pel millorament de les condicions de vida dels animals.
Tots els seguidors del moviment d'alliberament animal pensen que els animals tenen necessitats bàsiques i interessos que mereixen reconeixement i protecció; no obstant això, poden ser dividits en tres amplis sectors: d'una banda, els defensors dels drets dels animals asseguren que aquests interessos bàsics posicionen als animals com a subjectes de dret; tal com proposa la filosofia de Tom Regan i de Gary Francione. D'altra banda, els utilitaristes no creuen que els animals posseeixin drets per se, però argumenten que com tenen la facultat de sentir dolor. Aquí trobem, per exemple, el famós treball del filòsof Peter Singer. Finalment, els activistes antiestatistes i anarquistes-vegans com Steve Best refusen emprar vies exclusivament legalistes per posar-li fi a l'especisme, igualment denuncien el sexisme de moltes organitzacions animalistes i la seva desídia per enfrontar altres tipus de discriminacions, subordinacions i opressions associades a l'Estat, al capitalisme, a la raça/racialització, etc.
El 2019, el mot animalista va ser triat com a neologisme de l'any en català juntament amb emergència climàtica.

## Característiques del moviment
Els integrants del moviment d'alliberament animal habitualment boicotegen indústries que usen animals. Majoritàriament granges industrials que produeixen carn, làctics i ous als països desenvolupats. El transport d'animals de granja cap a l'escorxador ha estat en els anys recents un dels principals blancs d'aquests grups, particularment al Regne Unit i a Escandinàvia.
La gran majoria dels activistes del moviment d'alliberament animal adopten algun tipus d'alimentació vegetariana, tendint a l'alimentació vegetariana estricta (sense productes d'origen animal) que promou el veganisme i no fan servir roba feta amb pell animal com a sabates i jaquetes de cuir, ni productes que continguin subproductes animals o ingredients que hagin estat provats en animals. Els boicots dedicats a una empresa en particular també són comunes, la corporació Procter & Gamble, per exemple, prova alguns dels seus productes en animals, la qual cosa provoca que molts activistes no consumeixin els seus productes en general perquè no volen recolzar les experimentacions de cap manera, encara que sigui indirecta.
Així mateix, molts activistes es dediquen a educar i persuadir al públic. Algunes organitzacions, com Persones pel Tracte Ètic dels Animals (PETA), fan això captant l'atenció mediàtica, comunament amb protestes cridaneres o propaganda per obtenir la cobertura dels grans mitjans de comunicació.
Entre els moviments nord-americans hi ha una tendència a destinar tots els recursos amb l'objectiu de promocionar l'alimentació 100% vegetariana, no obstant això, diverses organitzacions pensen que l'èmfasi en l'alimentació és un inconvenient i prefereixen concentrar-se en altres punts. Grups com Vegan Outreach i Compassion Over Killing dediquen el seu temps a exhibir les pràctiques de les granges industrials publicant informació per als consumidors i organitzant investigacions encobertes.
Un nombre cada vegada més elevat d'activistes es dediquen a l'acció directa, això, en general, inclou el rescat d'animals dels llocs infiltrats, o dany a la propietat. Moltes de les tècniques d'aquests activistes van ser desenvolupades per britànics com Barry Horne. En aquest sentit, el Regne Unit ha cridat l'atenció per l'“extremisme” que hi mostra el moviment, i per la seva influència sobre la resta del món; Patti Strand del grup americà National Animal Alliance li va dir a la BBC: “El moviment d'alliberament animal amb el qual tractem als Estats Units és una aportació directa del Regne Unit”.
El Front d'Alliberament Animal és considerat com una amenaça terrorista pel FBI. Més de mil atacs en un any, solament en el Regne Unit, van causar pèrdues materials de prop de 2,6 milions de lliures esterlines, fent que alguns experts declaressin que la “defensa animal” ara encapçala la llista de promotors de violència en aquest país. Molts grups benestaristes condemnen els atacs, mentre algunes organitzacions defensores dels drets dels animals com PETA els donen suport. El Front d'Alliberament Animal sosté que el seu moviment és de naturalesa no violenta, ja que “els activistes prenen totes les precaucions necessàries per a no fer mal cap animal (humà o d'altra classe)”, la qual cosa és un dels punts clau de les seves bases ètiques.
També ha crescut el nombre de “rescats oberts”, en els que els activistes ingressen en diferents llocs per a alliberar animals sense amagar la seva identitat. Els rescats oberts els duen a terme activistes compromesos que anirien a la presó si fossin perseguits, però gairebé cap granger ha presentat càrrecs.
Altres activistes han utilitzat el xantatge i activitats il·legals, com la campanya d'intimidació per a tancar la granja Darley Oaks (dedicada a la cria de cobaies per a investigacions biomèdiques i proves farmacològiques). Per fer-ho, empraren correus amenaçants, trucades malicioses, amenaces falses de bombes, atacs incendiaris i destrucció de la propietat, arribant al punt de robar les restes de Gladdys Hammond, sogra de l'actual propietari de la granja.